# Hanns Arnt Vogels
Hanns Arnt Vogels (* 22. Januar 1926 in Berlin; † 11. August 2015 in Düsseldorf) war ein deutscher Unternehmer und Aufsichtsratsmitglied.

## Leben
Vogels studierte in Aachen Eisenhüttenkunde. Er war seit 1949 in der Geschäftsleitung von Böhler und seit 1963 bei Mannesmann sowie bei Rheinstahl tätig.
1967 erhielt er von Friedrich Karl Flick Prokura. 1978 wurde Vogels persönlich haftender Gesellschafter der Flick-Holding. Ende 1982, vor seiner Flucht nach Österreich, kündigte Flick Vogels.
Vogels war ab 1982 Aufsichtsratsvorsitzender der bundeseigenen Deutschen Industrieanlagen GmbH.
Ab 1984 versuchte Vogels als MBB-Geschäftsführungsvorsitzer die DIAG durch MBB zu übernehmen.
Vogels war von Februar 1983 bis 1990 Geschäftsführungsvorsitzer von Messerschmitt-Bölkow-Blohm (MBB). 
Vogels bestätigte 1989, dass bei MBB keine Wehrdienstverweigerer eingestellt werden.
Als MBB 1990 von Daimler-Benz übernommen wurde, wechselte Vogels in den Aufsichtsrat der DASA. 
1991 war Vogels kurz bei Soemtron, welches früher Teil von Robotron war.